# Montserrat Ginesta Clavell
Monstserrat Ginesta Clavell  (Seva, 1952) es una ilustradora y escritora española.

## Biografía
Natural de Seva, Barcelona el 8 de enero de 1952. Ha realizado estudios en la Escuela de Artes y Oficios Artìsticos de Barcelona y actualmente es una de las ilustradoras de literatura infantil y juvenil más importantes del país.
Además de en el campo editorial, ha trabajado en publicidad, en cine con el cortometraje "Ploma daurada", y en teatro donde ha realizado diferentes escenografías.
Actualmente dibuja cubiertas para revistas y libros para adultos, escribe e ilustra libros de literatura infantil y juvenil en colaboración con diferentes artistas y es directora de la revista Tretzevents. 
Sus libros están publicados en España en todos los idiomas oficiales.

## Premios
- 1982 Premio Critica Serra d’Or  por “El barret d’en Jan”.
- 1982 Premio de Ilustraciòn de la Generalidad de Cataluña por “L’ocell maravellòs”.
- 1987 Premio Lazarillo por “Gargantùa”.
- 1988 Premio Nacional de Ilustración por “La vaca en la selva”.
- 1994 Premio Nacional de Ilustración por “En Joantoxto”.
- 1995 Premio Critica Serra d’Or por la colecciòn Els artìstics casos d’en Fricando.

## Obra
- Los habitantes de Llano Lejano  (1987)
- Pluma Dorada  (1987)
- La caja amarilla  (1988)
- La caja azul  (1988)
- La caja roja  (1988)
- Fumar o no fumar : esa es la (1988)
- El sombrero de Juan  (1988)
- Los tres pelos del diablo (1988)
- Valle de los ecos, el   (1988)
- El habitante de la nada   (1989)
- Cuadernos de grafías. Guía didáctica   (1990)
- El sombrero amarillo : Asociación, identificación  (1990)
- El sombrero azul : lateralidad   (1990)
- El sombrero rojo : relaciones   (1990)
- El Sombrero verde : gradaciones   (1990)
- Zapato amarillo, el   (1990)
- Zapato azul, el   (1990)
- Zapato rojo, el   (1990)
- Zapato verde, el   (1990)
- Burbujita   (1991)
- Cuando llega la noche   (1991)
- Cuentopostales  (1991)
- La boca risueña  (1992)
- Caperucita roja  (1992)
- El traje nuevo del emperador   (1992)
- El muro de piedra    (1994)
- Las tres tías   (1994)
- El lápiz fantástico  (1996)
- El cocodrilo amarillo  (1997)
- El cocodrilo verde (1997)
- El león azul   (1997)
- EL cocodrilo rojo  (1998)
- Una dulce mirada    (1998)
- El león amarillo  (1998)
- El león rojo   (1998)
- El león verde  (1998)
- Yo, león   (1998)
- El gato con botas    (1999)
- Los tres osos (1999)
- Casa por la ventana 2   (2000)
- La casa por la ventana (2000)
- El Cocodrilo azul  (2000)
- ¡Despiértalos!   (2000)
- Mil y una noches 1 (2000)
- La tienda de las mil y una noches   (2000)
- Duende o cosa  (2001)
- La giganta y chiquitín   (2002)
- Glup-Glup   (2002)
- Gruñi se esconde    (2002)
- ¡Vamos, Gruñi!   (2002)
- Bensuf, el relojero   (2003)
- Dedo a dedo son diez  (2003)
- La giganta y el cuervo negro   (2003)
- El pájaro maravilloso  (2005)
- Consejos para las niñas buenas  (2006)
- Gruñi ¿bailas?   (2007)
- Gruñi se disfraza   (2007)
- Percevan 4, El país de Aslor  (2008)
- Celia Viñas para niños y niñas y otros seres curiosos  (2009)
- En el cuarto de los niños    (2009)
- Masaje de los tejidos profundos : guía visual de las técnicas   (2009)
- ¡Qué paisaje!  (2009)
- Tino Calabacín (2010)
- La gallina que pudo ser princesa    (2011)
- Cuentos largos como una sonrisa  (2012)
- Mandales de Gaudí   (2012)

- Datos: Q11693574